# Say Say Say
„Say Say Say” (în română: Spune, spune, spune) este un cântec pop compus și interpretat de Paul McCartney și Michael Jackson. Piesa a fost produsă de George Martin pentru al cincilea album de studio al lui McCartney, Pipes of Peace (1983). Cântecul a fost înregistrat în timpul producției pentru albumul lui McCartney din 1982, Tug of War, cu aproximativ un an înainte de lansarea discului single „The Girl Is Mine” – primul lor duet, extras de pe albumul de succes al lui Jackson, Thriller (1982). După lansarea albumului în octombrie 1983, „Say Say Say” a devenit al șaptelea cântec al lui Jackson care ajunge în primele zece în anul respectiv. A ajuns pe locul întâi în Statele Unite, Norvegia, Suedia și în alte câteva țări, a atins poziția a doua în Regatul Unit, și a intrat în primele zece piese în clasamentele din Australia, Austria, Noua Zeelandă, Olanda, Elveția și în alte peste 20 de state.
Certificat cu platină de Recording Industry Association of America, cântecul a beneficiat de un videoclip regizat de Bob Giraldi. Videoclipul, filmat în Santa Ynez Valley, California, conține apariții cameo ale Lindei McCartney și La Toyei Jackson. Filmul de scurt metraj se centrează în jurul a doi șarlatani numiți „Mac și Jack” (interpretați de McCartney și Jackson), și este cunoscut pentru introducerea secvențelor dialogate și al acțiunii în videoclipurile muzicale.

## Contextul, înregistrarea și compoziția
McCartney colaborase deja cu Jackson pentru „The Girl Is Mine”, de pe albumul Thriller al celui din urmă; în schimb, Jackson a fost de acord să lucreze la „Say Say Say” pentru albumul Pipes of Peace al lui McCartney. Biograful Ray Coleman susține că o mare parte din versurile piesei au fost compuse de Jackson, și oferite lui McCartney următoarea zi. „Say Say Say” a fost înregistrată la Abbey Road Studios între lunile mai și septembrie 1981. În acea perioadă, McCartney înregistra Tug of War, primul lui album ca solist după dezmembrarea fostei sale formații Wings. Jackson a stat acasă la McCartney și la soția lui, Linda, în timpul sesiunilor de înregistrare, devenind prieten cu amândoi. În timpul unei cine, Paul McCartney a adus o broșură care conținea toate cântecele pentru care acesta deținea drepturile de publicare. „Așa se fac bani grei”, l-a informat muzicianul pe Jackson. „De fiecare dată când cineva înregistrează unul dintre aceste cântece, sunt plătit. De fiecare dată când cineva interpretează unul dintre aceste cântece la radio, sau în concerte, sunt plătit.” Vorbele lui McCartney i-au influențat ulterior decizia lui Jackson de a achiziționa catalogul muzical Northern Songs în 1985.
McCartney a cântat la diverse instrumente în „Say Say Say”, inclusiv la instrumente de percuție, sintetizator, chitară și chitară bas. La muzicuță a cântat Chris Smith, iar la chitară ritmică David Williams. Inginerul de sunet a fost Geoff Emerick. Producția piesei „Say Say Say” s-a încheiat în 1983, când a fost re-editată la Cherokee Studios din California. George Martin, care lucrase cu Beatles, a produs piesa. Acesta a povestit despre experiența cu Jackson, „Într-adevăr emite o aură de radiație atunci când intră în studio, fără nicio îndoială. El nu este un muzician așa cum este Paul... însă știe ce vrea să facă în muzică și are idei foarte ferme.” Jackson a descris această experiență și în autobiografia sa, Moonwalk. Tânărul interpret a dezvăluit că această colaborare i-a stimulat încrederea în sine, întrucât Quincy Jones – producătorul albumului Thriller – nu mai era prezent să îi corecteze greșelile. Jackson a adăugat că el și McCartney au lucrat în mod egal, declarând că „Paul nu a fost niciodată nevoit să mă care după el în studio.”
„Say Say Say” este clasificat ca un cântec pop pe partitura muzicală publicată pe Musicnotes.com de Alfred Music Publishing. Versurile piesei reflectă încercarea de a  „recâștiga” afecțiunea unei fete; Desert News a considerat că piesa este „un fel de cântec de dragoste”.

## Lansarea și recepția critică
După lansarea albumului Thriller și o mare parte din discurile single din interiorul lui, „Say Say Say” a fost lansat pe 3 octombrie 1983 prin intermediul Parlophone Records în Regatul Unit și Columbia Records în Statele Unite. A rămas în fruntea clasamentului Billboard Hot 100 timp de șase săptămâni și a devenit al șaptelea cântec al lui Jackson aflat printre primele zece piese în 1983, depășind un record deținut până atunci de The Beatles și Elvis Presley. De asemenea, în Statele Unite, „Say Say Say” a ajuns până pe locul al doilea în R&B chart și până pe locul al treilea în clasamentul Hot Adult Contemporary Tracks. Cu toate că piesa a atins poziția cu numărul zece în Regatul Unit, aceasta a început să coboare în mod constant; McCartney a acordat ulterior un interviu în direct pentru televiziune, în care discuta videoclipul piesei. După ce au fost prezentate secvențe din videoclip la Top of the Pops (care, în mod normal, conținea numai discuri single aflate în ascensiune în alte clasamente), The Tube și emisiunea prezentată de Noel Edmonds, The Late, Late Breakfast Show, piesa s-a propulsat până pe locul doi în UK Singles Chart. „Say Say Say” a ajuns în vârful clasamentelor din Norvegia și Suedia, și s-a aflat în primele zece piese din Austria, Australia, Noua Zeelandă, Olanda și Elveția. Cu vânzări ajungând până la cel puțin un milion de unități, discul single a fost certificat ulterior cu platină de Recording Industry Association of America.
McCartney a promovat „Say Say Say” atât cu albumul Pipes of Peace din 1983, cât și cu All the Best! din 1987.
„Say Say Say” a avut parte de recenzii mixte de la criticii muzicali. Anthony Violanti de la The Buffalo News a numit-o piesa cu cele mai proaste versuri din anul 1983, în timp ce Lexington Herald-Leader a declarat într-o recenzie a albumului Pipes of Peace că, lăsând la o parte „Say Say Say” și „The Man”, „McCartney a irosit restul albumului cu prostii și ciudățenii”. Paul Grein de la Los Angeles Times a făcut și el o recenzie la album, fiind de părere că McCartney a fost salvat de succesul cântecului „îndrăzneț”, „însă s-a afundat din nou în timiditate cu «No More Lonely Nights»”. Jurnalista Whitney Pastorek a comparat cântecul cu duetul lui McCartney cu Stevie Wonder din 1982, „Ebony and Ivory”. Aceasta a susținut că „Say Say Say” este un cântec mai bun, și că videoclipul „puțin cam absurd” a fost și el mai bun, adăugând că piesa nu are „un conținut social lipsit de tact”. The Daily Collegian a declarat că piesa este una bună, în ciuda difuzărilor ei ad nauseam.
Desert News a declarat că piesa are un „hook plăcut, de maestru”. Într-o recenzie publicată în Rolling Stone, cântecul a fost descris ca „o experiență dance binevoitoare, dar totodată ștearsă”. Criticul muzical Nelson George a declarat că „Say Say Say” nu ar fi „meritat să aibă atâtea difuzări fără McCartney și Jackson”. Salon.com a descris ulterior cântecul ca un duet „plin de energie”. În revista online s-a concluzionat că McCartney a devenit „un moș incapabil”. Billboard a pus piesa pe locul al treilea în clasamentul anului 1984. Într-un articol din 2007, un scriitor de la revista Vibe a clasat „Say Say Say” pe locul 22 într-un clasament al celor mai bune duete din toate timpurile. Autorul a comentat că piesa a fost „o adevărată fantezie a falsetului” și că „este încă emoționant să auzi vocile celor doi făcând armonii muzicale pe refren”. În 2005, muzicienii olandezi de la Hi Track au folosit o parte din cântecul „Say Say Say” pe discul single de debut, „Say Say Say (Waiting 4 U)”. Piesa conținea vocea lui Jackson de pe înregistrarea originală, plus cântecul „Baby” al lui Paul McCartney.

## Videoclipul

### Producția, acțiunea și recepția critică
Videoclipul (sau „filmul de scurt metraj”) al piesei „Say Say Say” a fost regizat de Bob Giraldi, care regizase și videoclipul piesei „Beat It” a lui Michael Jackson. Colaborării McCartney-Jackson i s-au alăturat și apariții cameo ale soției celui dintâi, Linda, și ale surorii mai mari a celui din urmă, La Toya. Pentru a ușura programul încărcat al lui Jackson, videoclipul a fost filmat în Los Alamos, lângă Santa Barbara, California. McCartney a venit cu avionul, special pentru filmări. Producția videoclipului a costat 500,000 de dolari americani.

Paul McCartney, dându-i cu spumă de ras pe obraz lui Michael Jackson, în videoclipul piesei „Say Say Say”

În filmul de scurt metraj, cei doi îi interpretează pe „Mac și Jack” (o posibilă legătură la numele cântăreților: Paul McCartney [care se citește ca Mac], și Michael Jackson), o pereche de șarlatani care vând o „poțiune miraculoasă”. Vânzătorul (McCartney) îi oferă poțiunea lui Jackson, și susține că este „garantat să capeți puterea unui taur furios”. Jackson bea poțiunea și provoacă un bărbat mai mare la skanderbeg. Necunoscut pentru cei ce urmăreau, bărbatul – și totodată Linda – sunt păcăliți. După ce Jackson câștigă lupta aranjată, mulțimea se înghesuie să cumpere poțiunea. Mac și Jack donează apoi toți banii câștigați din escrocherie la un orfelinat. În continuare, într-un hotel, Jackson intră în baie în timp ce McCartney se bărbierește. Cel din urmă îi atinge în joacă obrazul lui Jackson cu spumă de ras, în ciuda faptului că tânărul nu avea nevoie să se bărbierească. După această scenă, McCartney și Jackson interpretează niște vodevili care cântă și dansează într-un bar. Pe scenă, cei doi apar la un moment dat machiați ca niște clovni, după care apar îmbrăcați în diferite costume. Fata aflată pe placul lui Jackson, cu care acesta flirtează, este interpretată de sora lui, La Toya. Videoclipul se încheie cu Paul, Linda și Michael îndreptându-se spre apusul de soare. La Toya, căreia McCartney îi înmânase un buchet de flori, este lăsată pe marginea drumului.
Regizorul Giraldi a spus despre Jackson și McCartney: „Michael nu a dansat mai mult decât Paul, iar Paul nu a cântat mai mult decât Michael.” Acesta a declarat faptul că producția videoclipului a însemnat multă muncă, deoarece „egourile ar fi putut umple o cameră”. Videoclipul a introdus atât secvențe dialogate, cât și acțiune, element dezvoltat în Michael Jackson’s Thriller. Într-un studiu despre videoclipuri din 1984, condus de Coaliția Națională privind Violența în Televiziune, membrii familiei Jackson au fost evaluați ca „foarte violenți”, fiind enumerate piesele „Billie Jean”, „Thriller” și „Say Say Say” de Michael Jackson, „Dynamite” de Jermaine Jackson și „Torture” de Jackson 5. Într-o listă întocmită de Billboard la finalul anului 1984, videoclipul piesei a fost numit al patrulea cel mai bun al anului, iar următoarele locuri ale clasamentului erau ocupate tot de scurt metraje ale lui Jackson.
The Manchester Evening News a descris ulterior videoclipul piesei „Say Say Say” ca o „ștrengărie anarhică”, ce „se încheie asemenea unui film cu Emil Kusturica.” PopMatters a declarat că videoclipurile pentru „Say Say Say” și „Goodnight Tonight” au transformat „o pereche de piese care, de altfel, ar fi fost date uitării, în ceva ce merită vizionat.” Stevene Greenlee de la The Boston Globe a reflectat asupra faptului că videoclipul a fost „și înfiorător, și captivant”, și a comentat despre absurditatea poțiunii care l-a făcut pe Jackson să învingă pe cineva la skanderberg. A adăugat, „E chiar greu de crezut că cei doi nu au fost bătuți în acel bar întrucât erau îmbrăcați ca niște angajați Chess King.” Videoclipul piesei „Say Say Say” a fost inclus ulterior pe DVD-urileThe McCartney Years și Michael Jackson’s Vision.

### Teme
Doi autori au analizat ulterior scurt metrajul și au susținut două teme centrale. Prima este o temă „Copil-Bărbat”; rolul atât al unui băiat, cât și al unui adult, scriitorul James M. Curtis îl pune pe seama lui Jackson. Curtis scrie că scena din baie, care implică spuma de ras, amintește de acei băieți care își imită tații. Acesta a adăugat că scena marchează „diferența dintre rolurile de Copil și rolurile de Bărbat ale lui Michael”. Scriitorul subliniază și partea în care se presupune că interpretul capătă putere după ce bea o poțiune miraculoasă, o altă secvență bazată pe tema „Copil-Bărbat”. În plus, Curtis a observat faptul că Paul și Linda McCartney se comportă ca și cum ar fi părinții lui Jackson din scurt metraj. Autorul remarcă și că una din scene, în care Jackson oferă un buchet de flori unei fete, este o inversiune a unei alte scene din Luminile orașului, un film din 1931 avându-l ca protagonist pe Charlie Chaplin, actor pe care interpretul l-a admirat foarte tare.
O a doua temă principală a videoclipului o constituie istoria afroamericanilor și cultura acestora, întrucât unele dintre scenele cu vodevili din scurt metraj implică spectacole ministrel și blackface  Autorul W. T. Lhamon scrie că acțiunea videoclipului se desfășoară în Depresiunea Californiană, și că McCartney și Jackson „ilustrează o istorie coruptă a persoanelor de culoare”, întrucât aceștia se îmbogățesc făcând înșelăciuni cu spectacolul Mac și Jack. Lhamon i-a criticat pe cei doi și videoclipul, deoarece a considerat că tema afroamericanilor nu a fost redată clar. Autorul și-a exprimat părerea cum că aspectele din scurt metraj au fost, din punct de vedere istoric, nesincronizate cu relațiile dintre rase. A declarat că „Aproape totul în videoclip este pe dos. Mâna albă a lui Mack îl tot ajută pe Jack cel negru să urce; acest lucru inversează procesul general în care negrii îi servesc pe albi cu comportamentul lor.” Lhamon a adăugat, „Într-o lume dreaptă, Jackson ar fi trebuit să îl tragă pe McCartney în vagon, nu invers.”

## Poziția în clasamente
| Clasamant         | Poziție maximă |
| ----------------- | -------------- |
| Australia         | 4              |
| Austria           | 10             |
| Elveția           | 2              |
| Noua Zeelandă     | 10             |
| Norvegia          | 1              |
| Olanda            | 8              |
| Suedia            | 1              |
| Marea Britanie    | 2              |
| Billboard Hot 100 | 1              |
| R&B Singles Chart | 2              |